# The Rising Tour
"The Rising Tour" var en turné med Bruce Springsteen & The E Street Band som pågick 2002-2003 efter att albumet The Rising hade släppts. Turnén landade i Sverige den 24 oktober 2002, i Globen. Sommaren 2003 kom de tillbaka för 2 spelningar på Ullevi den 21 och 22 juni.